# 終審法院大樓
- 關於香港最高法院現址，請見「香港高等法院」。
- 關於香港立法會現址，請見「立法會綜合大樓」。
- 關於香港終審法院舊址，請見「前法國外方傳道會大樓」。

終審法院大樓（英語：The Court of Final Appeal Building），位於香港中環昃臣道8號，是香港司法機構標誌之原型，於1912年建成，建築風格為新古典主義，揉合了遠東的建築特色，大樓上蒙上雙眼的正義女神像右手持天秤、左手持劍，代表大公無私；大樓外部於1984年列為香港法定古蹟。
大樓曾經先後用作最高法院及立法機關，在第二次世界大戰時曾經被日軍徵用為憲兵總部。
隨著香港立法會在2011年10月將立法會綜合大樓遷往添馬，大樓便移交予司法機構改為香港終審法院，已於2015年9月7日正式投入服務。

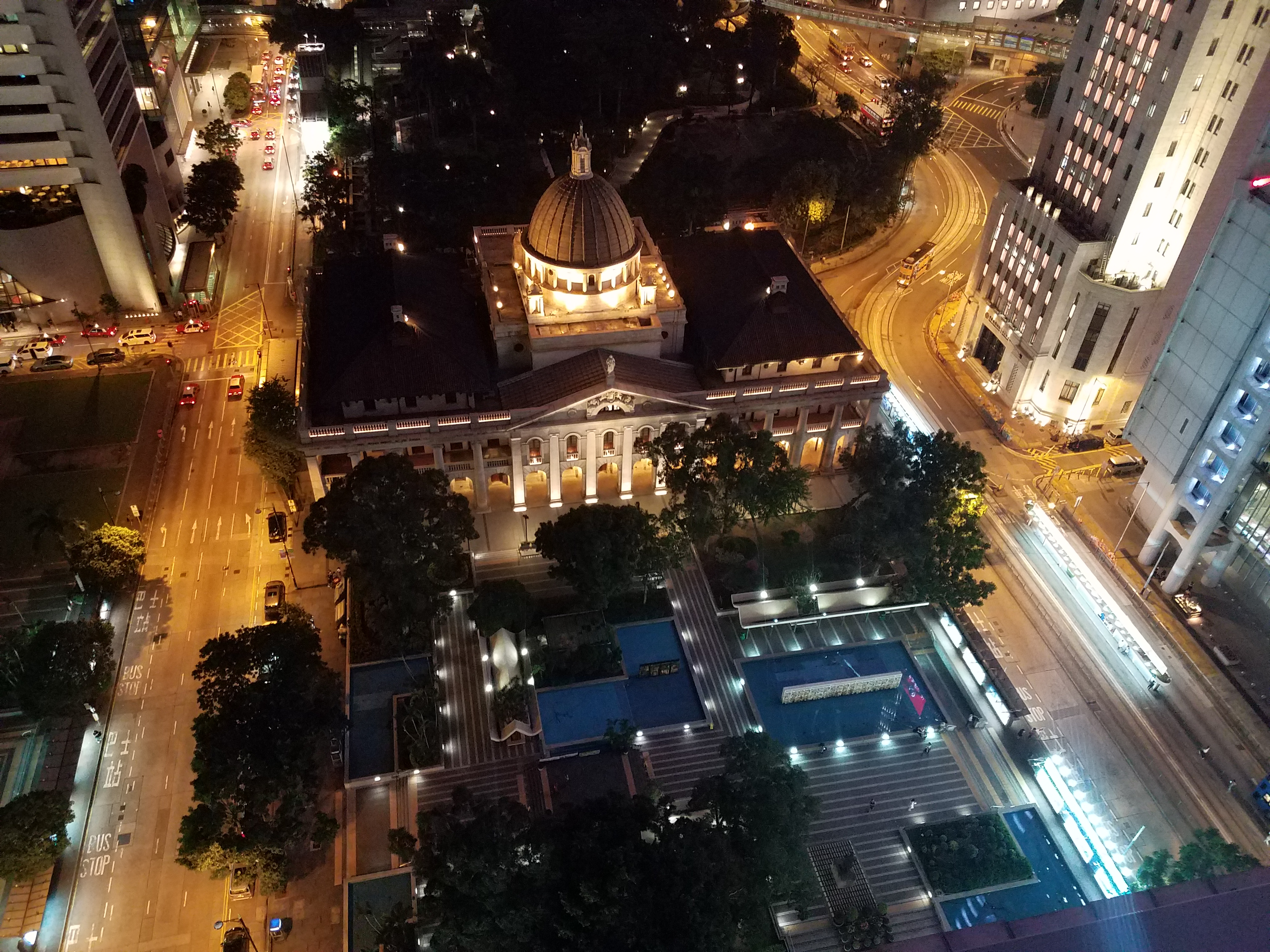
夜晚的終審法院大樓

## 歷史

### 興建及設計

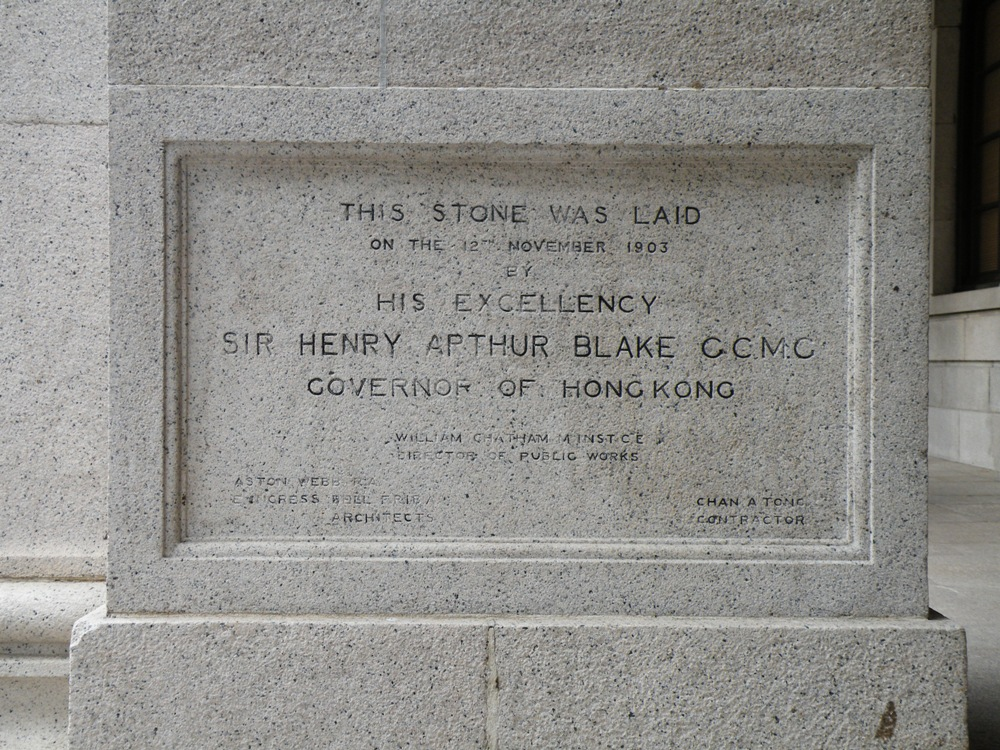
最高法院大樓在1903年的奠基石，由當時港督卜力揭幕

香港最高法院在1844年設於威靈頓街及雲咸街交界的大樓內，後於1848年遷往中環皇后大道7號一座兩層高的大樓內。隨着海旁填海計劃在1904年完成，告士打道一帶的新填海區完成，香港總督威廉·羅便臣成立的一個委員會建議興建新的法院及郵政總局大樓，並擬舉辦公開競賽，邀請建築師競逐設計，但建議未獲政府接納，改為委託具經驗的建築師負責如此重要建築物的設計工作，最後委託英聯邦採辦處的顧問建築師亞士東·偉柏及英格里斯·貝爾設計:10-13。
1898年2月28日，立法局決議興建大樓。大樓的設計經過多次修改，如把大樓正面從向東面的香港木球會（現遮打花園），改為向西面的皇后像廣場，而工務局亦修訂設計，加設地下室以設置供暖系統，整體設計在1899年完成:13-14。
大樓於1899年底開始動工興建，但甫開工即遇到困難，工人須移除原海岸線的堤岸，而打樁工程亦進度緩慢，工人最終在1903年4月完成以1447棵杉木為建材的樁柱工程，同年11月12日由港督卜力主持奠基禮。其後工程因缺乏石匠與合適花崗岩，延至1911年才得以完成:13-14。
1912年1月15日，最高法院由港督盧吉主持揭幕。當時的首席按察司皮葛表示：「即使他日維多利亞城不復存在，海港被淤泥壅塞，香港會所坍塌湮沒，這座大樓仍將如金字塔般巍然矗立，為遠東的睿智留下見證。」由於英語的法院一詞與粵語的「葛」發音相近，最高法院大樓亦被俗稱為「大葛樓」。法院啟用初期僅設有3個法庭，曾經被批評是極大的浪費:92。當時法院由按察司與副臬司所主理，如任何人對他們其中一人的判決不服並提出上訴，則由二人組成合議庭進行上訴聆訊。
大樓在香港日佔時期被更改為香港憲兵部本部，並且加以興建了拘問室等設施。香港重光後，法官人數大幅地增加，最高法院於1970年代額外興建了隔間以容納共7所法庭，但地方已經不敷應用，布政司設立的專責委員會遂於1975年接受法律界建議，決定於金鐘用地興建新的最高法院:91。1978年，受到香港地鐵遮打站工程影響，最高法院大樓結構受損，需要關閉進行緊急復修，而工程的噪音問題亦影響法院運作:25-27。同年7月最高法院各部門分散遷移，有遷往前法國外方傳道會大樓，也有遷往中環舊消防總局，最高法院大樓到1982年10月4日才重開。1984年再遷往金鐘法院道現址:92，大樓復修工程於1982年完成。

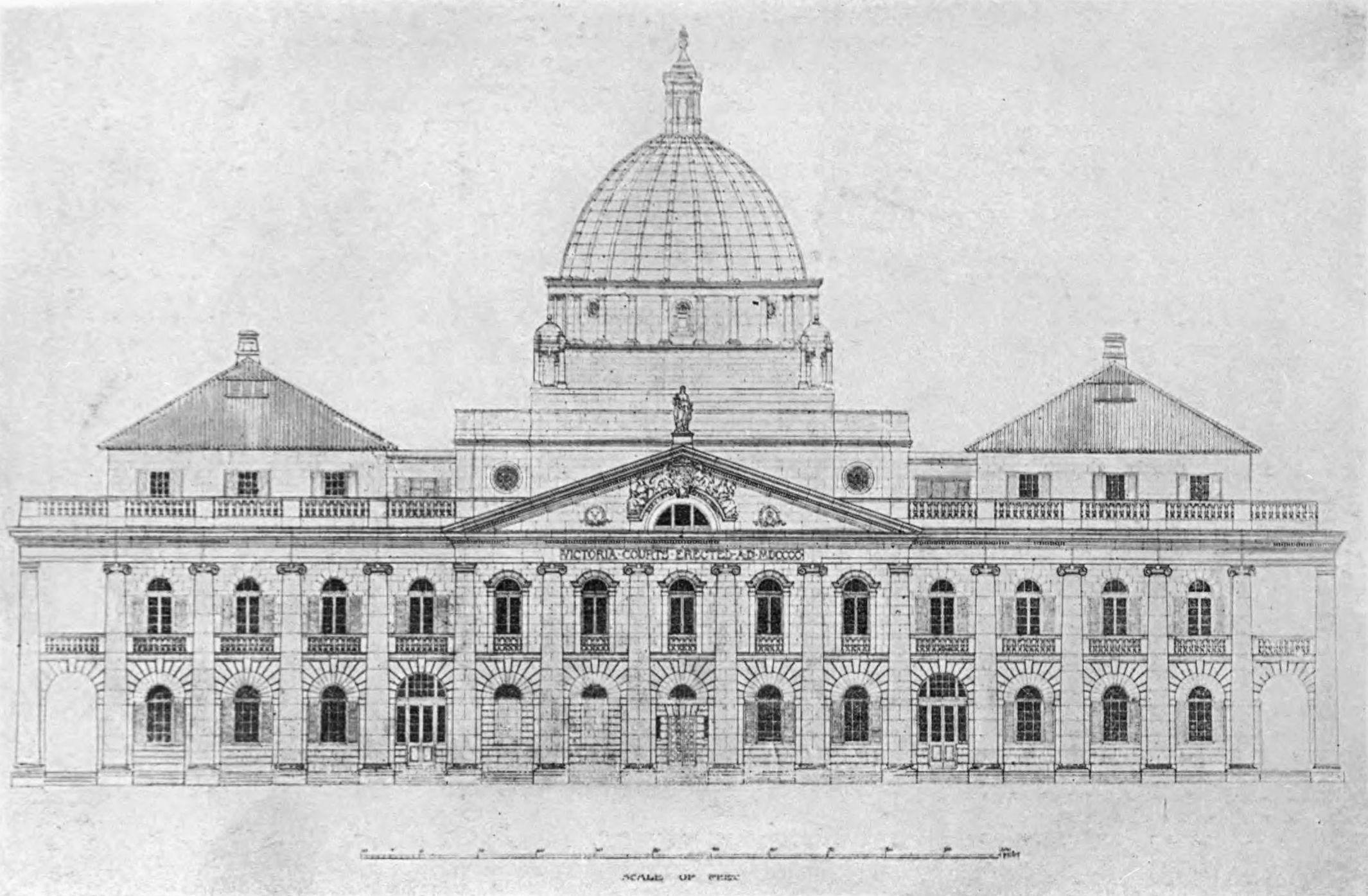
擬建最高法院大樓立面圖（1899年）
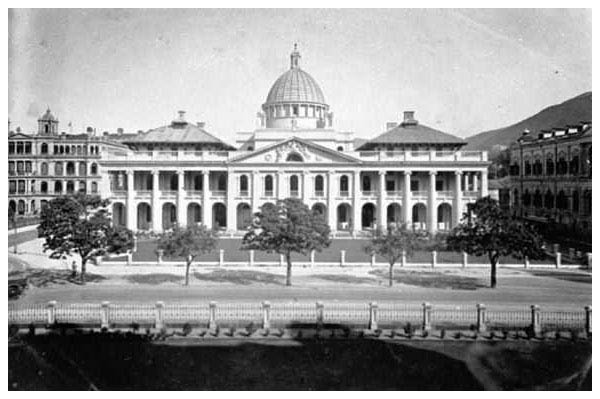
1915年的最高法院大樓，可見鄰近的香港會及舊大會堂
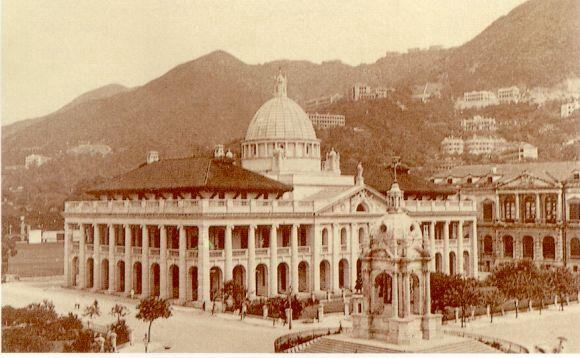
最高法院大樓與皇后像廣場

### 改為議會用途

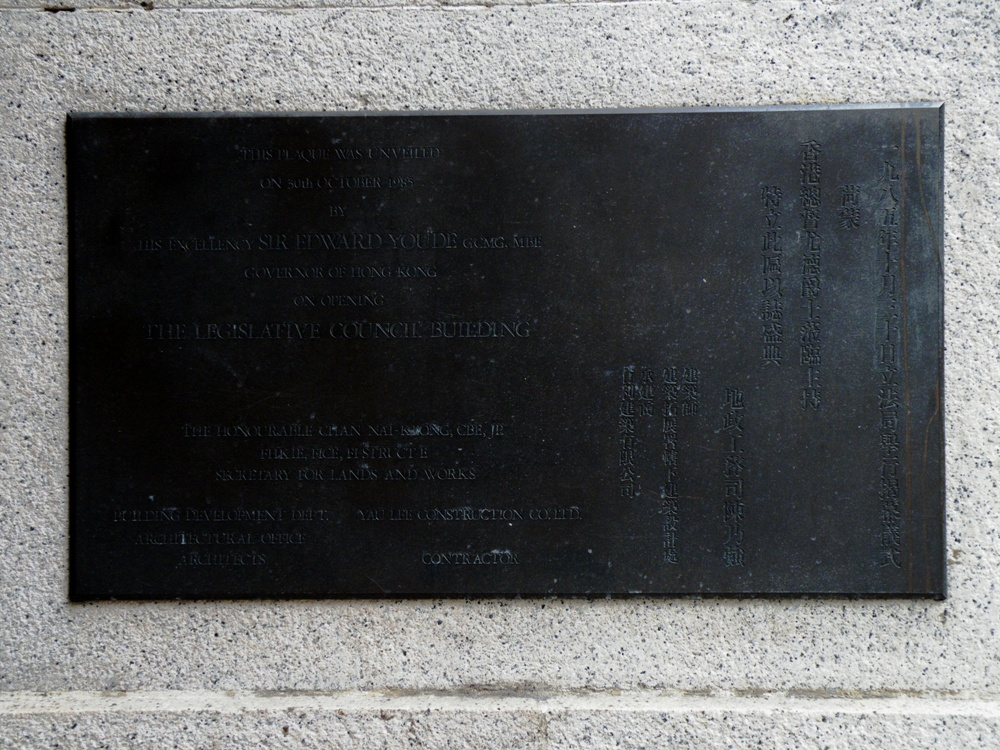
立法局大樓揭幕紀念碑，由時任港督的尤德主禮

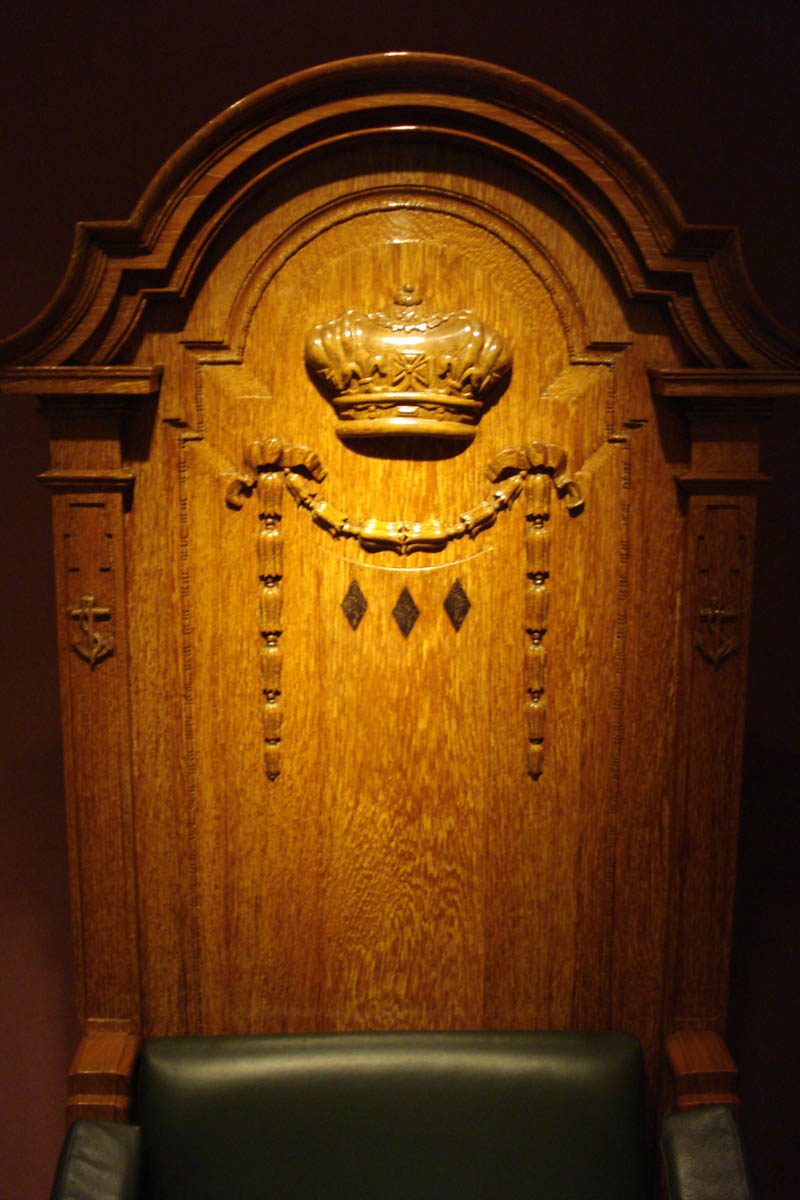
立法局大樓會議廳的主席專座，原為海事監督座椅，刻有聖愛德華皇冠及船錨圖案，香港政權移交後藏於香港歷史博物館

大樓外部在1980年列為香港一級歷史建築，並於1984年被列為法定古蹟:5。行政局在1983年通過把舊最高法院改為立法局大樓，改建工程耗資3600萬元，舊高等法院圖書館改建為會議廳，並加建了即時傳譯設施與公眾席，其他設施包括港督套房、議員辦公室等，供立法局進行會議及辦公之用:92。立法局大樓於1985年10月30日由總督尤德主持揭幕及召開首次會議，尤德在會上發表了1985-86年度施政報告。
1997年香港主權移交後，原立法局大樓隨著臨時立法會的遷入而改稱為立法會大樓。由於立法會大樓面積有限，不僅無法滿足將來政制發展而增加議席的需要，只能用來舉行會議，當時的議員辦事處、立法會秘書處、研究部及圖書館等辦公設施分散在不同地點，構成相當的行政不便。政府在1998年曾提出擴建方案，建議在立法會大樓旁的遮打花園興建一座四層建築物新翼，總建築面積達1,1000平方米，成本約7.26億元。當年建議把議員辦公室、多間會議室及會見室、圖書館、立法會秘書處行政辦事處，及附屬設施遷入新翼，而立法會大樓騰出的空間，將改為即時傳譯室﹑攝影師室及技術人員設施，同時修改會議廰議席布局，把總座位增至99個。不過，方案須封閉遮打花園兩年多、城市規劃委員會未必接受、立法會會議廳擴建需封閉至少8個月，最終遭到立法會行政管理委員會否決。

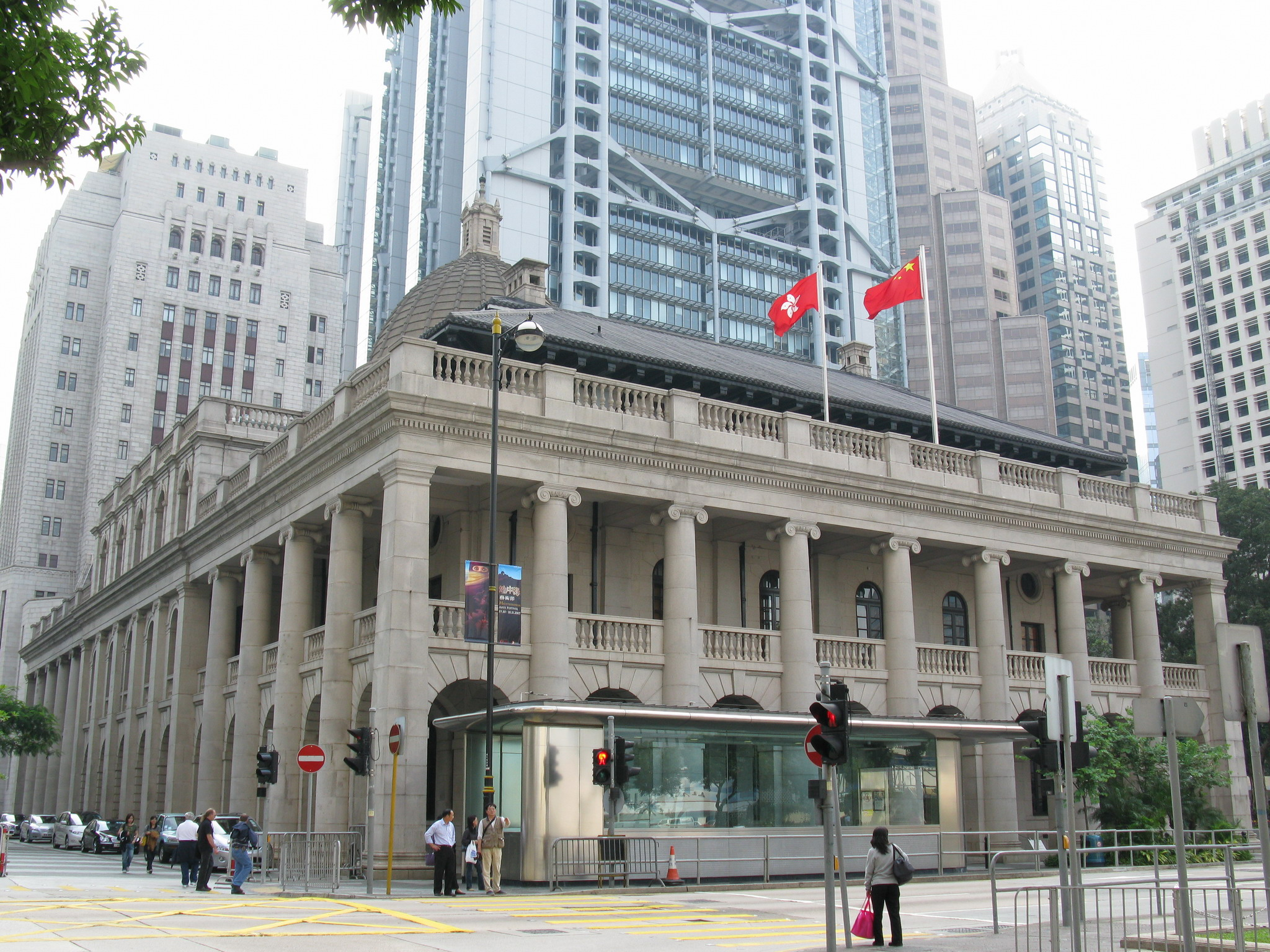
1997年7月1日後，立法會大樓在遮打道一面加建旗桿

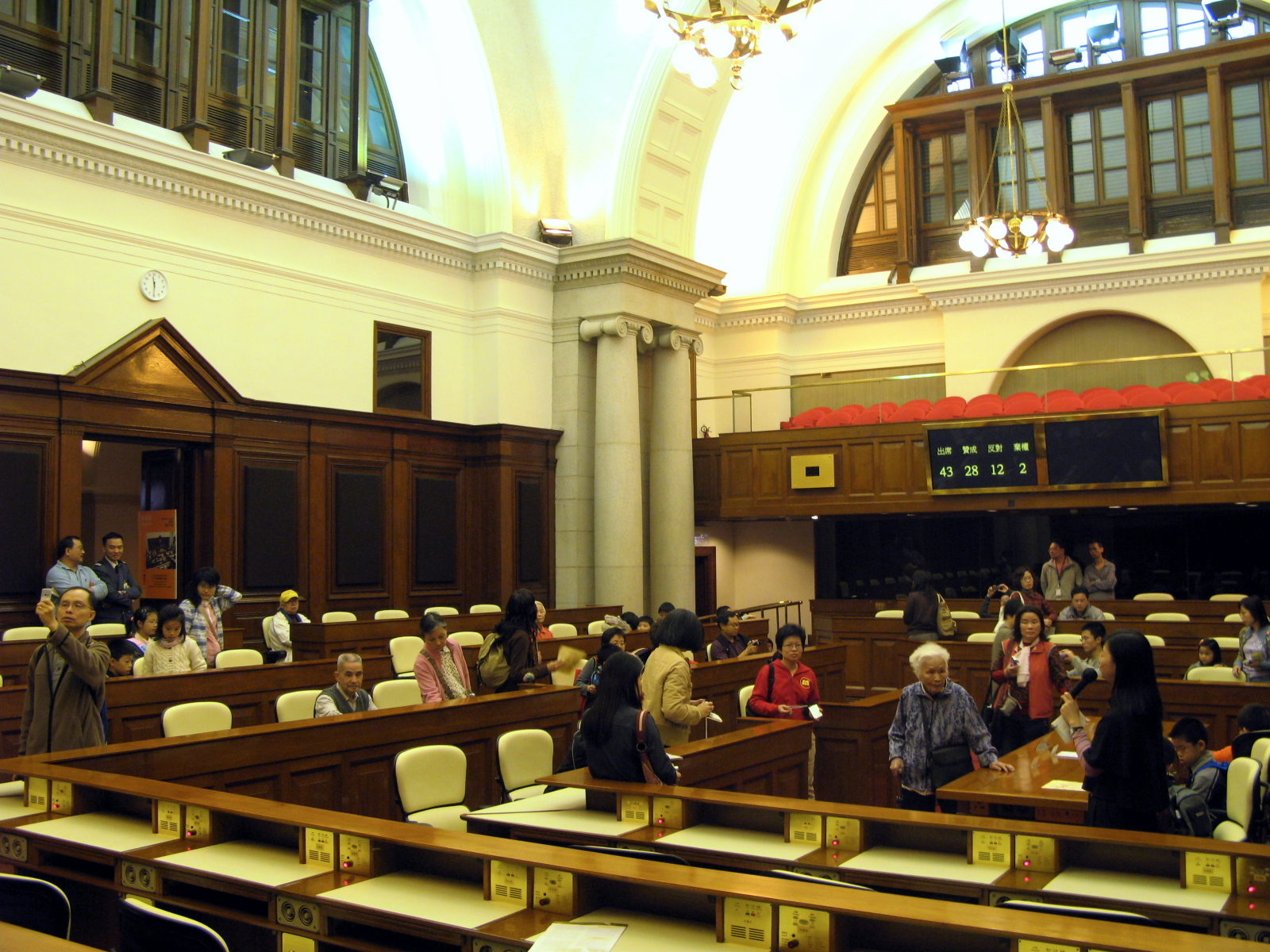
前立法會大樓會議廳

1997年亞洲金融風暴後，香港特區政府放棄拍賣添馬艦地皮，並計畫興建新政府總部及立法會大樓。立法會行政管理委員會自1998年起，向政府商討興建一庭立法會專用大樓，政府在2000年12月建議三個選址，包括香港大會堂、中信大廈以北土地及添馬艦填海地，立法會認為拆卸大會堂引起高度關注，而中信大廈以北則待2006至2007年度才可使用，不能配合立法會期望2008年初前落成新大廈的要求，故選定添馬艦作為選址。經過多年的討論與檢討，政府於2002年同意落實有關計劃，並邀請世界各地有興趣參與的機構，提交意向書和設計概念。然而受到SARS事件影響，香港政府於2003年5月擱置向立法會財務委員會提交就有關計劃的撥款申請，並於同年11月19日正式宣布押後添馬艦發展工程。隨著香港經濟的逐步好轉，行政長官曾蔭權於《2005－2006年度施政報告》宣佈正式恢復在添馬艦興建新政府總部及立法會綜合大樓的計劃，該些建築於2011年落成。
2011年7月15日，立法會在大樓內舉行最後一次會議（該年暑期休會前），最後一條通過議案為《告別立法會大樓》議案。超過150名現任和前任立法會議員在7月18日出席惜別立法會大樓活動，將在1997年6月23日埋藏於立法會大樓停車場地底，裝載了50多件立法局議員保留物品的時光錦囊出土，其後於宴會廳舉行惜別晚宴。同年10月（該年暑期休會後）開始於新建的立法會綜合大樓舉行會議。

### 復修為終審法院
香港終審法院首席法官李國能曾於2002年公開建議將終審法院搬遷至立法會大樓，過去亦有人建議將大樓改建為博物館。曾蔭權在2009年4月宣布，政府決定在立法會遷往添馬艦新址後，把立法會大樓移交司法機構，作為終審法院的新址。
立法會搬遷後，立法會秘書處在2011年11月21日將大樓移交給司法機構:5，終審法院大樓改建工程將於2013年次季展開，屆時終審法院大樓的法庭總面積將較以往增加2.3倍，增設1個達230平方米的法庭、1個作為聆訊許可申請及訟費評定案件、達95平方米的法庭，8間法官辦公室、法官休息室、供予終審法院法官及司法機構職員使用的圖書館、兩間律師更衣室、4間律師專用會見室、律師休息室、傳媒工作室、司法機構政務處發展部辦公室、被告人拘留間及懲教署職員辦公室等，此外亦會增加設備育嬰設施、無障礙通道及兩間展覽廊等公眾設施。大樓將會採用多種節約能源裝置，包括二氧化碳感應器、清新空氣供應監控系統、自動化需量控制器監控冷卻水循環系統、海水冷卻式製冷機及機房通風系統、電子鎮流器T5型節能光管，以用戶感應器及日光感應器電腦控制照明、發光二極管出口指示牌及升降機機廂照明。
2013年2月，司法機構政務處向立法會提交文件，申請4.6億元用以翻新立法會大樓，工程淨作業樓面面積達3,070平方米，預計工程於同年5月啟動，於2015年3月竣工。司法機構於2015年8月20日推出新標誌，以終審法院大樓正視圖為設計，並公布終審法院大樓在9月7日上午9時正式啟用，由行政長官梁振英、政務司司長林鄭月娥、律政司司長袁國強、香港終審法院首席法官馬道立、立法會主席曾鈺成、前最高法院首席大法官楊鐵樑、首任終審法院首席法官李國能、中聯辦主任張曉明、最高人民法院院長周強、澳門終審法院院長岑浩輝以及多個普通法國家，包括新西蘭、澳大利亞、加拿大、新加坡的首席大法官以及英國最高法院院長廖柏嘉等人參與啟用儀式。

## 終審法院大樓建築特色

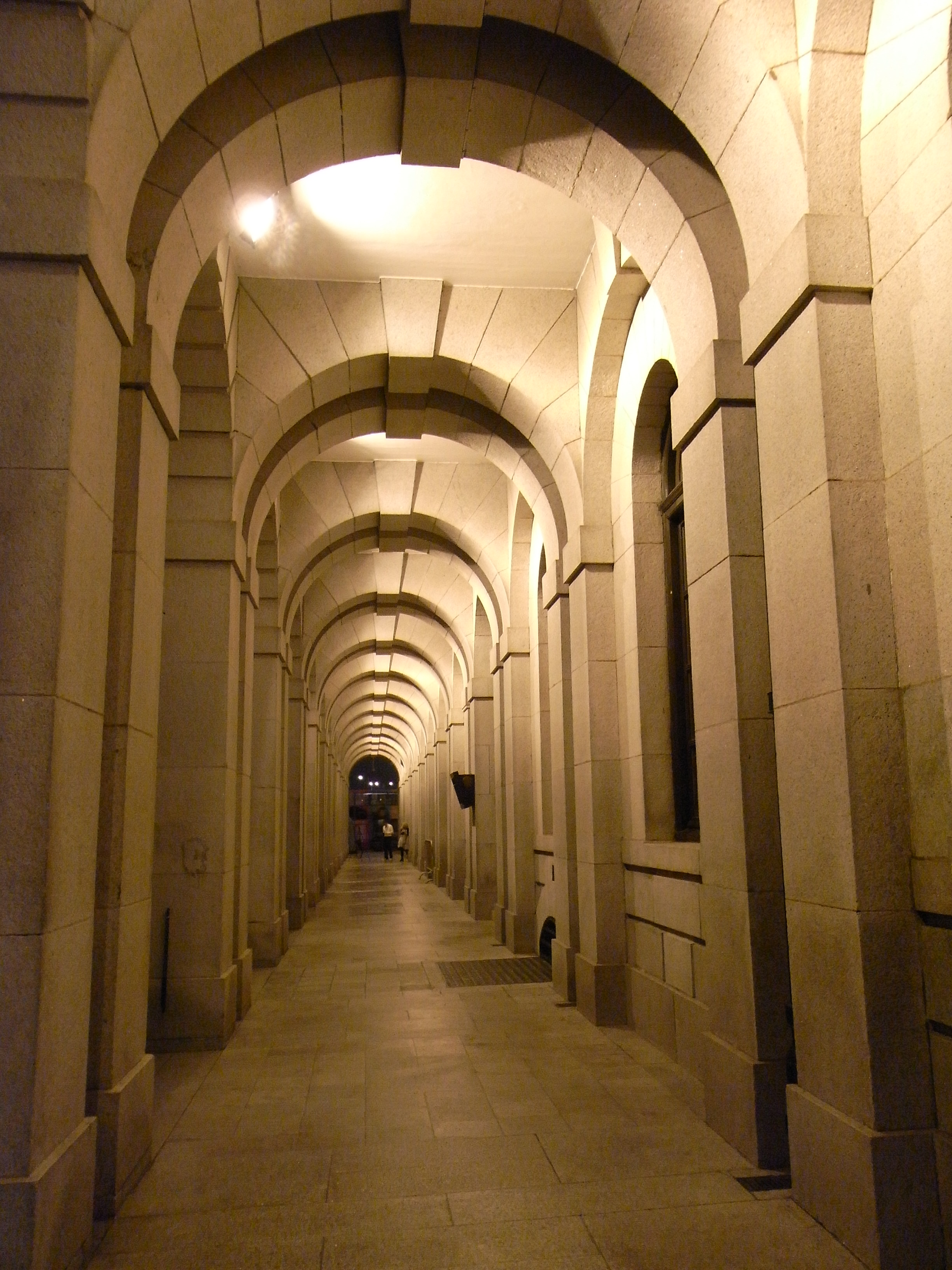
終審法院大樓地面的柱廊

終審法院大樓採用新古典主義的建築風格，仿效古羅馬及希臘的建築設計，由愛奧尼亞式圓柱及多立克式圓柱所支撐，組成地下及一樓四周的柱廊。大樓設計象徵秩序與公平，所有門窗分布於支柱之間，對稱有致。為了適應香港氣候，建築特設寬闊陽台，足以阻止陽光直接透進室內，提供散熱功能。:29:3-4
大樓頂部揉合中西的建築特色，中央穹頂在建築物的外觀佔了主要位置，穹頂由雙層鋼架和桁架內部結構支撐，建於花崗石製方形基座上，四端建有尖塔裝飾。大樓最高點的穹頂頂塔上，嵌上青銅製都鐸皇冠雕塑，是英王愛德華七世於1902年採用的御冠:30:4。大樓的南北兩側建有兩座中式金字屋頂，以中式兩層瓦片鋪設，以防止在雨季滲漏，整個屋頂以雕琢華美的中國傳統柚木托架及鋼製T字型支架承托:33。建築物採用本地的花崗岩建成。

### 楣飾與

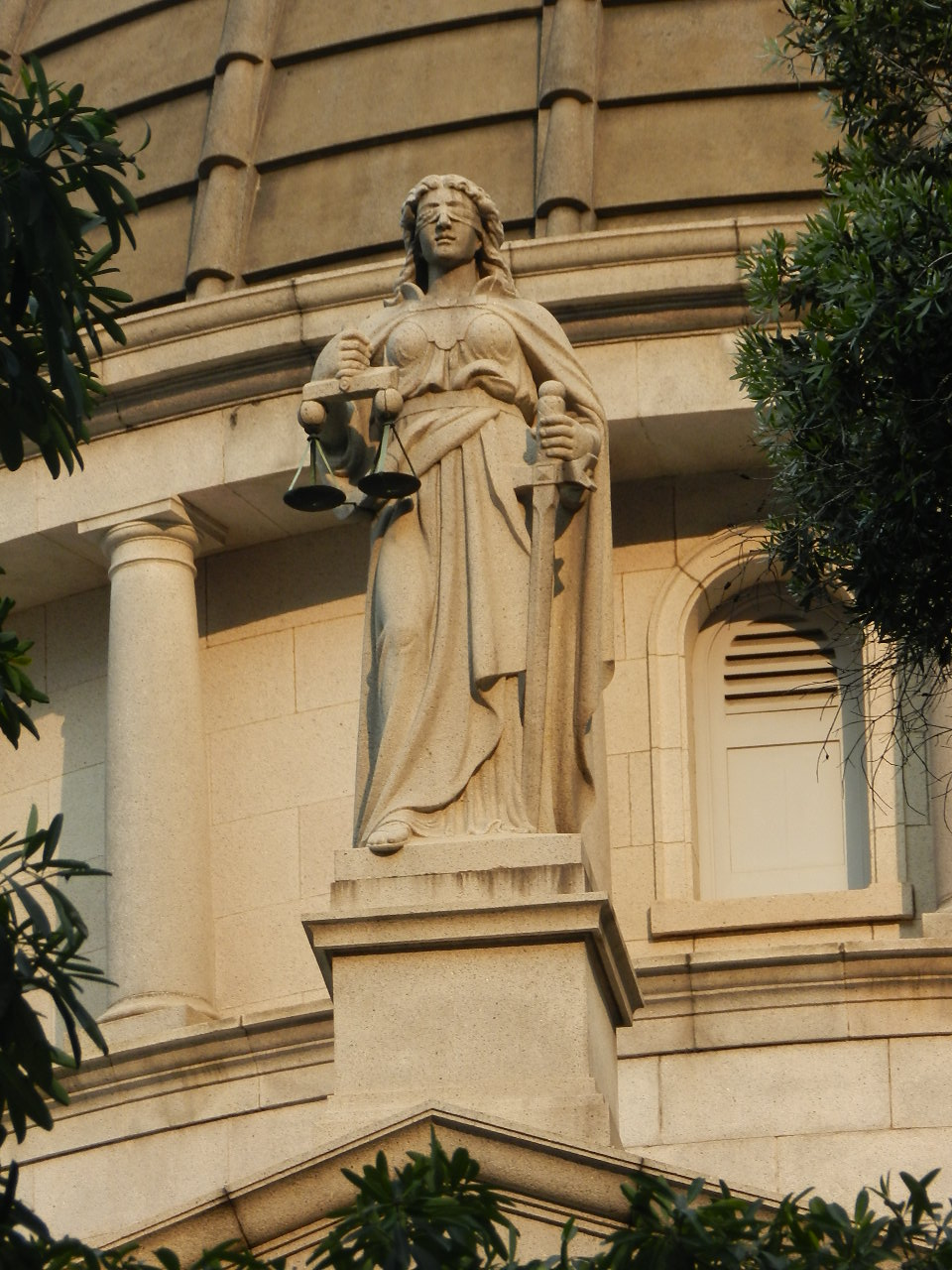
泰美斯雕像

大樓面向皇后像廣場的中央門廊部分築有三角楣飾，並刻有（公元1910年豎立）的題字，兩旁各有一個以圓環襯托的刻字及，為的縮寫，以象徵大樓建於英王愛德華七世在位時期:31-32。
楣飾頂部為英國國徽為設計的皇家盾形紋飾：左上方與右下方各刻有三頭獅子，代表英格蘭；右上方的一頭獅子代表蘇格蘭；左下方的豎琴代表愛爾蘭。盾徽由英格蘭獅子及蘇格蘭獨角獸護持，頂端雕有皇冠，下刻有最高統治者的銘辭（我權天授）。倚在皇家盾形紋徽兩旁各有一尊雕像，左面為真理之神阿勒忒亞（；）雕像，右面為憐憫之神克勒門提那（；）:31-32:3。
三角楣飾的頂部豎立一尊高2.7米，代表公義的泰美斯女神雕像，雕像右手持著代表公正的天秤，左手持著象徵權力的劍。雕像被蒙上雙眼，象徵法律精神不偏不倚及公正嚴明:4。

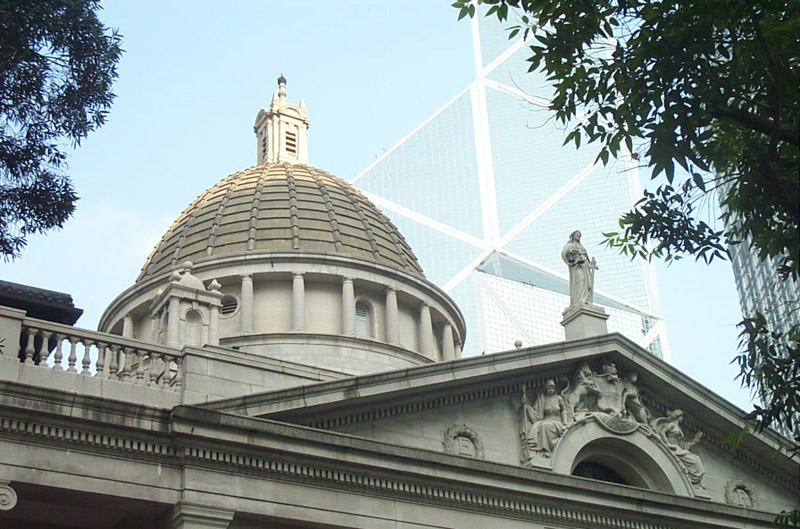
三角楣飾及拱頂
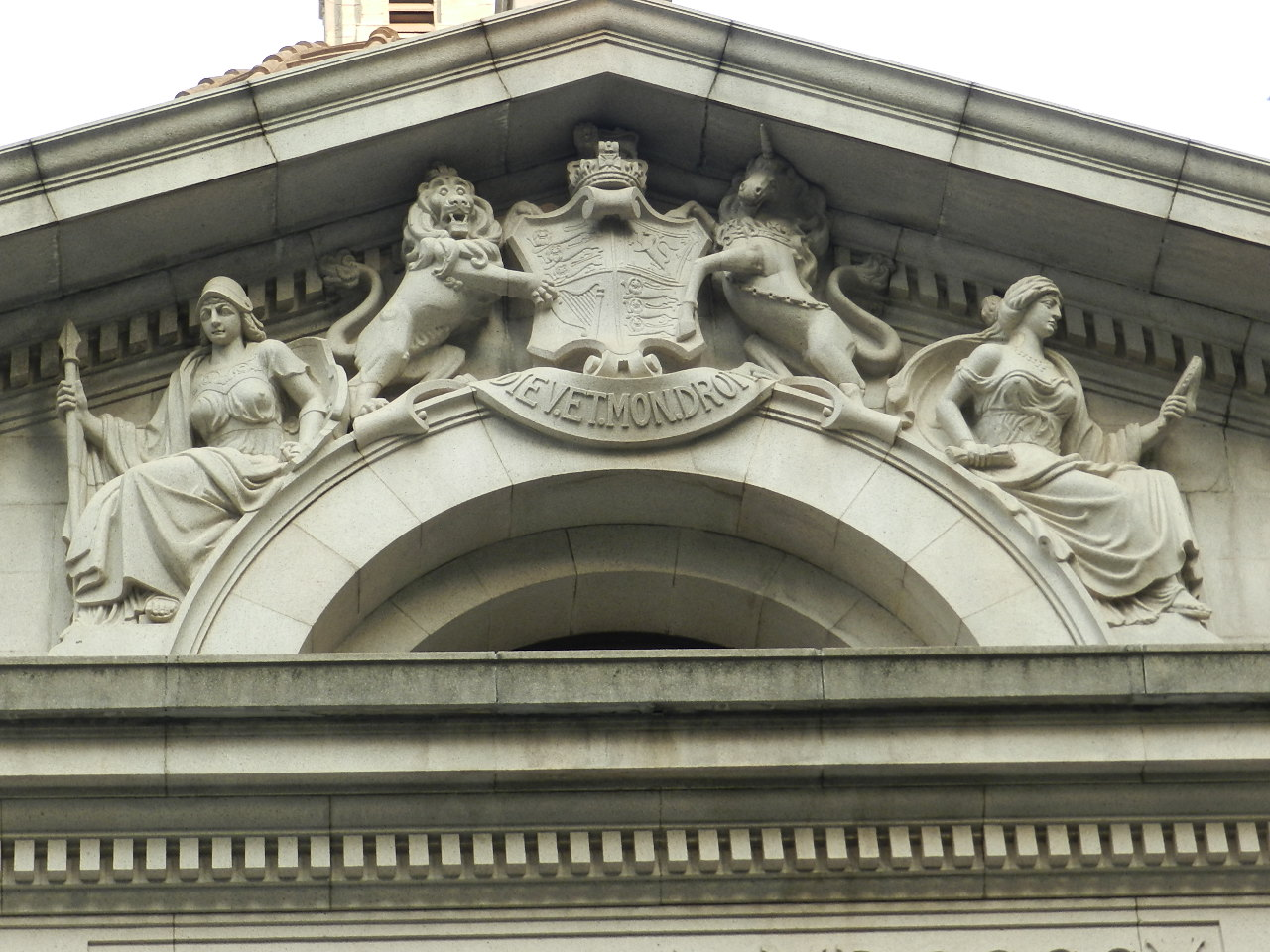
皇家盾形紋飾、真理之神阿勒忒亞及憐憫之神克勒門提那雕像
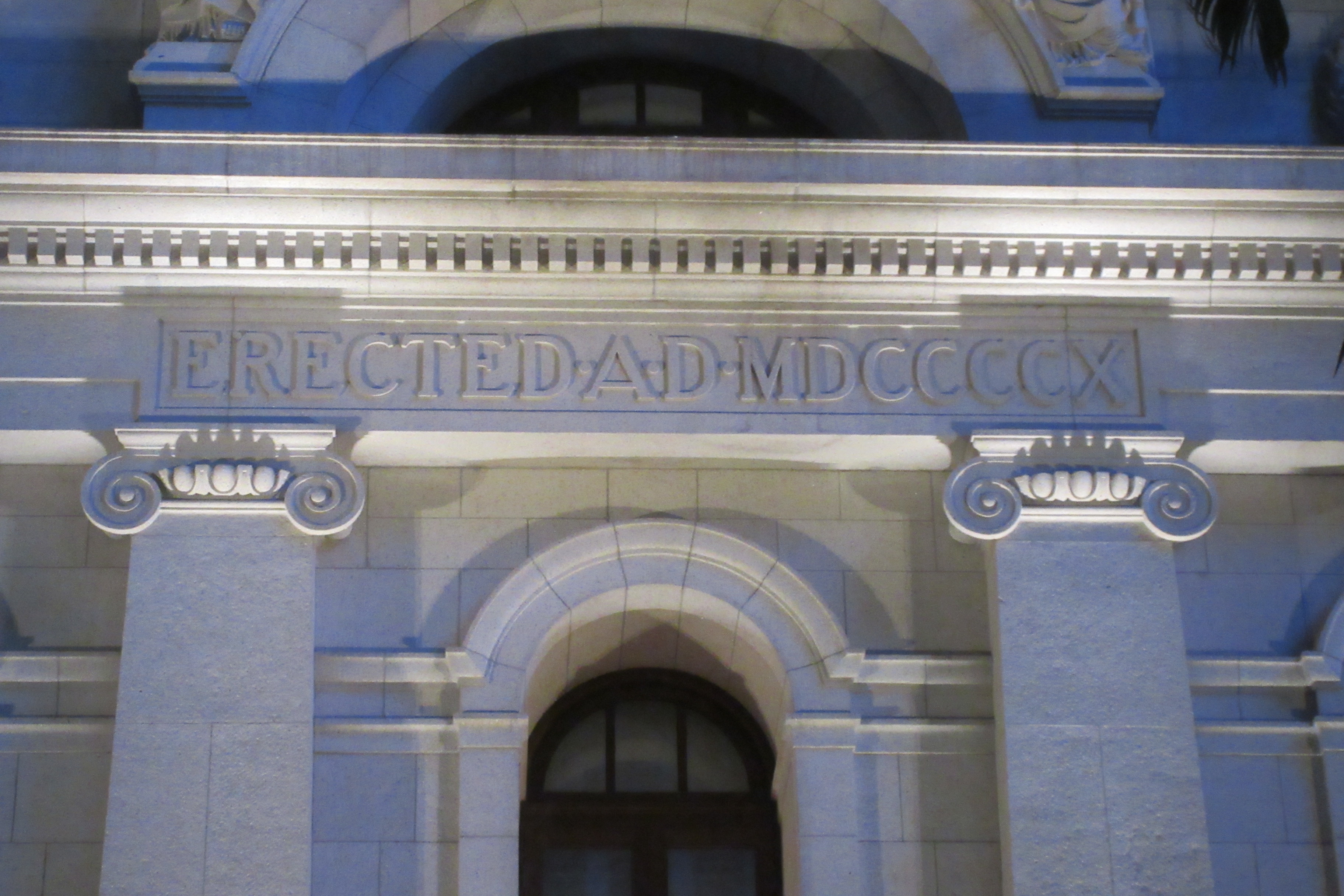
ERECTED·A·D·MDCCCCX當中為指公元1910年

## 內部設施

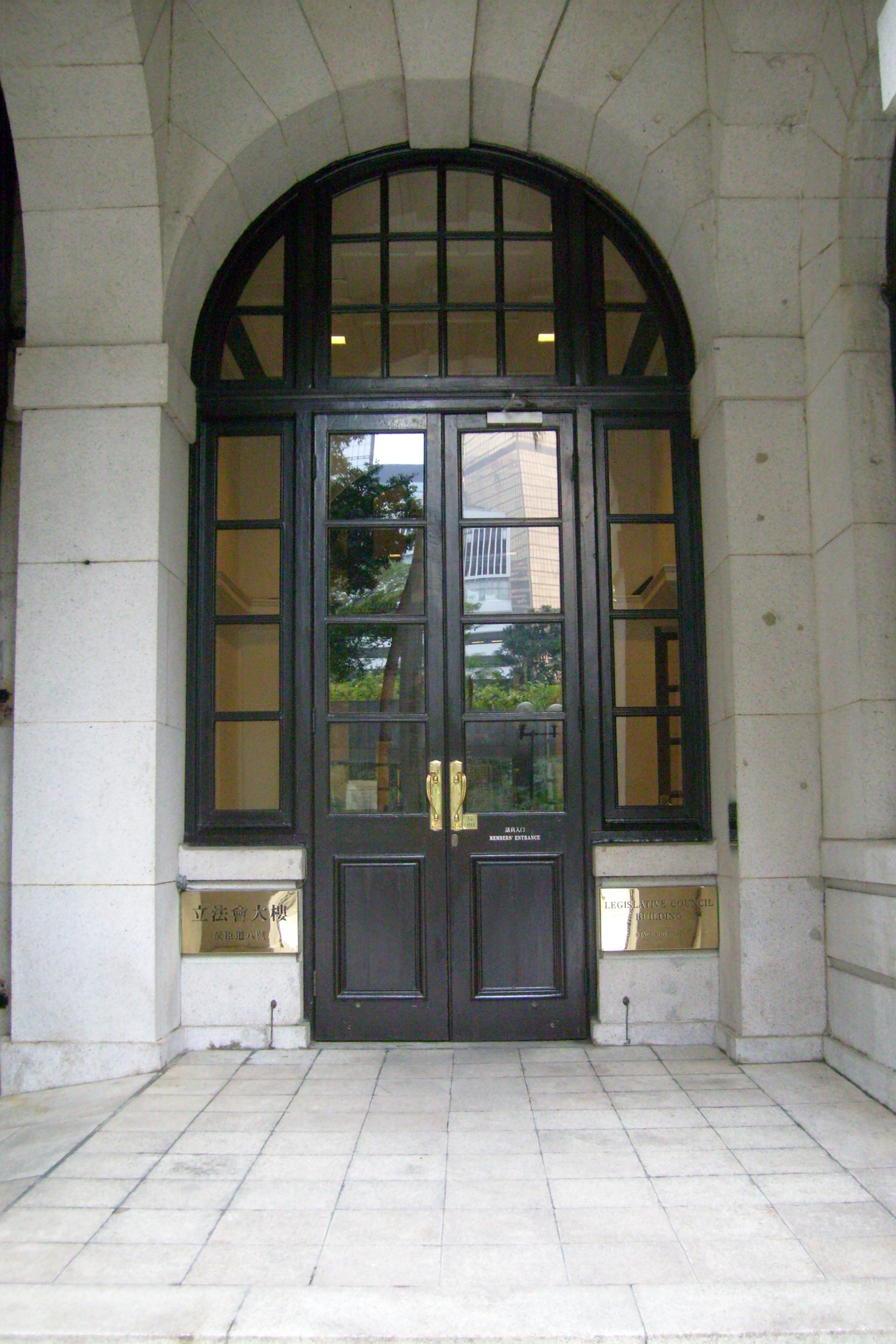
大樓東南入口，曾是最高法院法官及職員專用入口、立法會議員入口，現改為終審法院的辯方及犯人入口

### 最高法院
最高法院在1912年啟用時，大樓三層均作為法院及辦公用途，地下設有田土廳及司法常務官辦公室、服務櫃位、2間囚室、接收囚犯室、警員等候室、執達主任室；一樓為大法庭、第二法庭及第三法庭、圖書館、法官辦公室、證人室、陪審員室、律師更衣室；二樓為首席檢察官及檢察官辦公室:17。地下設有室內高架橋，連接囚犯接收室與一樓的法庭，被稱為嘆息橋:5。
大樓設有5個供不同使用者進出的入口：向皇后像廣場的中央入口為囚犯專用；向昃臣道的兩個入口則為司法常務官、文員和法官專用。隨着設施不敷應用，最高法院內部不斷加建，在1950年代於兩端的法庭內加建樓層，以增設法庭及附屬房間。拱頂下大法庭曾於1960年代建議加建樓層，但因擔心基樁柱負荷過重而未被採納，最終經過多次改建後，一樓及二樓增設至7個法庭。而大法庭與面向皇后像廣場的房間，1970年代改建為圖書館:6。

### 立法局及立法會
為應付議會的使用需求，大樓在1984年進行內部改建，把原為大法庭的圖書館改為會議廳，而面向皇后像廣場的房間改為會議廳前廳，會議廳北南兩端加建夾層，上層作為公眾席及記者席，下層則為傳譯室:39-40。一樓北面的第二法庭及附屬房間改建為會議室B及會議室C；南面的第三法庭及房間則改建為記者採訪室及會議室A，其後會議室A再遷到二樓南面的閣樓，原址改為記者招待會室。一樓東面的法官辦公室，改為主席辦公室及職員辦公室。二樓北面閣樓的法庭與房間合併為宴會廳，而南面閣樓原改建為職員辦公室，其後再改建為會議室A，司法人員辦公室改建為議員辦公室；面對皇后像廣場的貯物室則改建為電台廣播室:6。

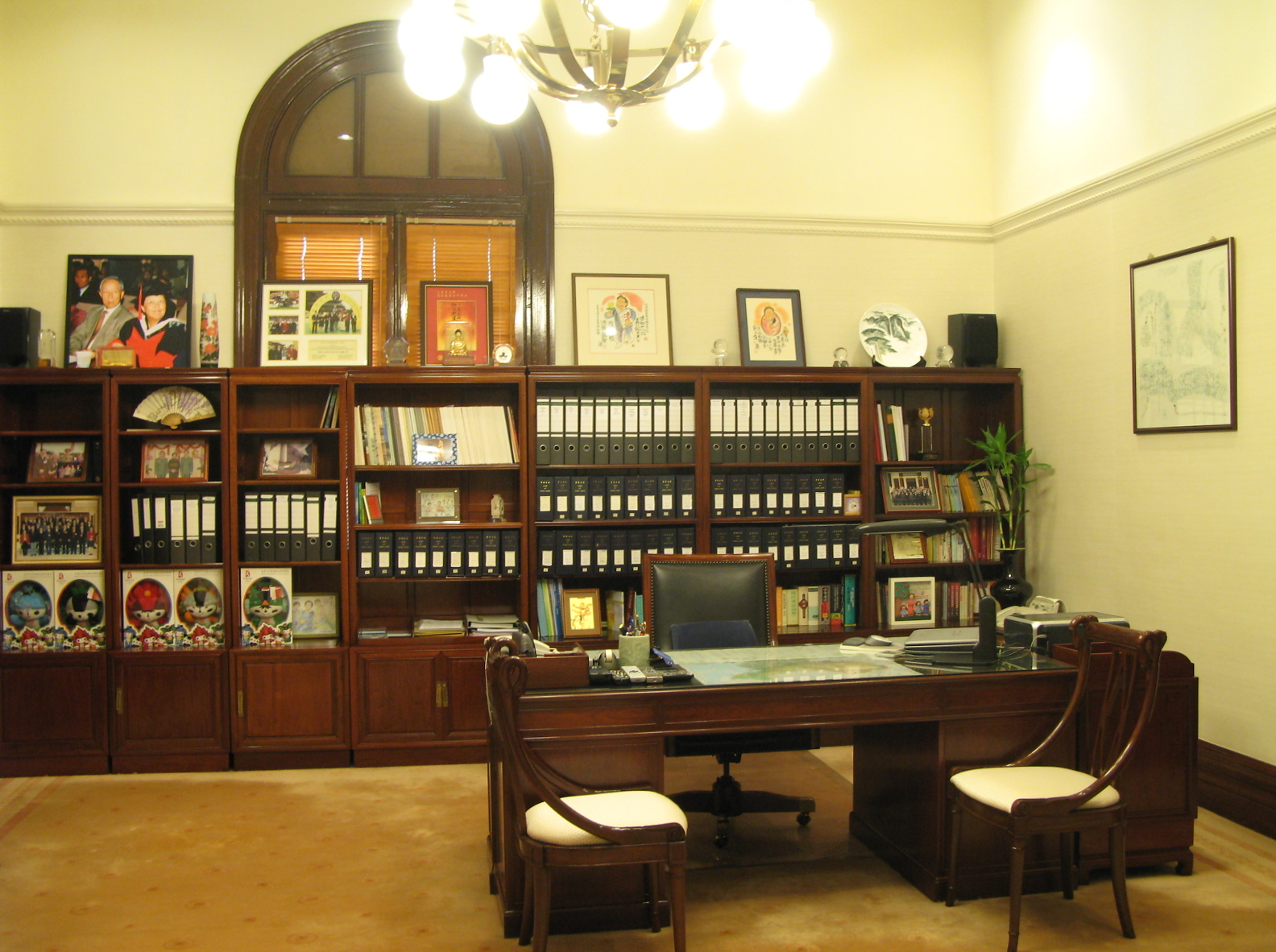
主席辦公室
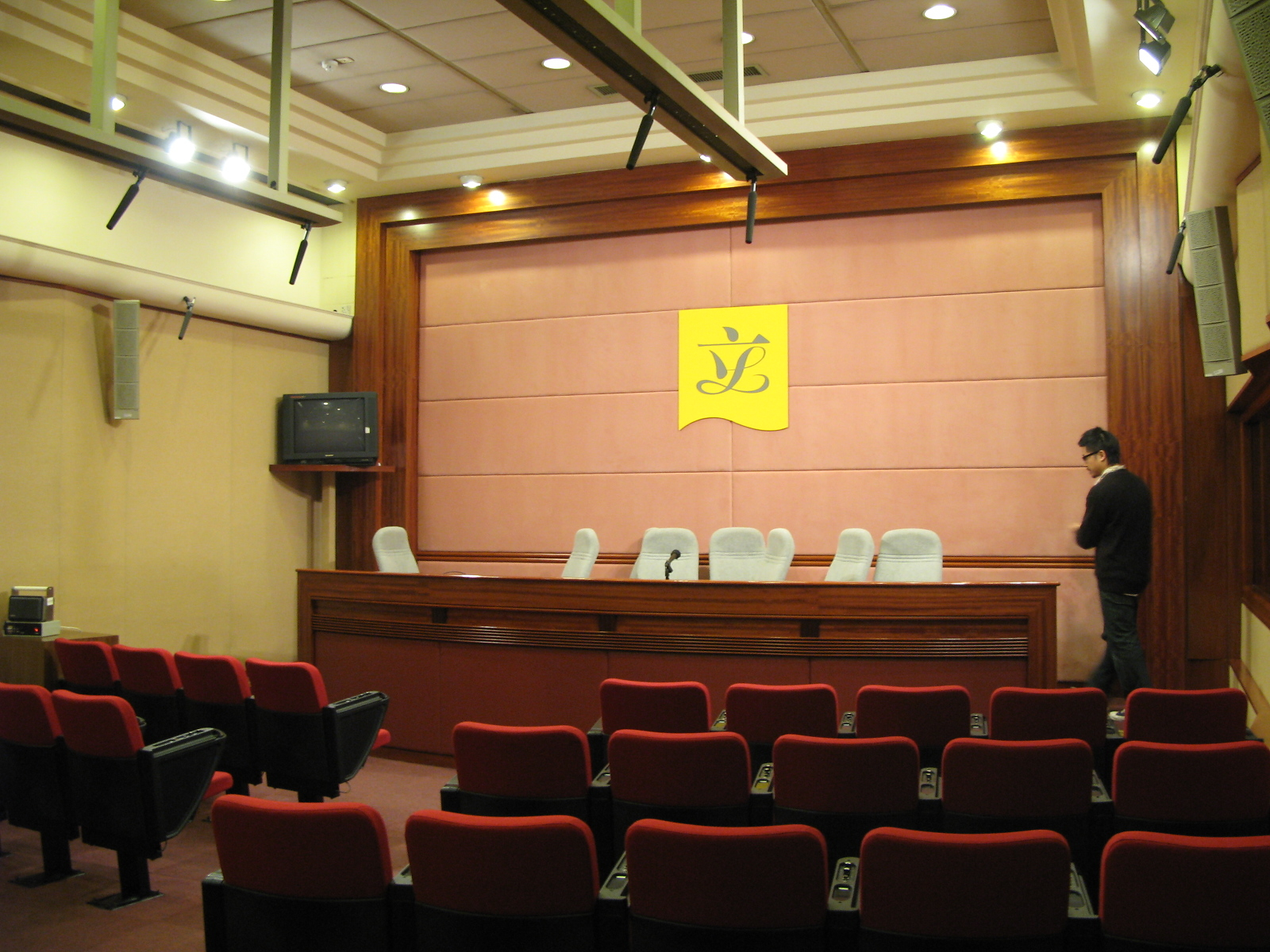
記者招待會室
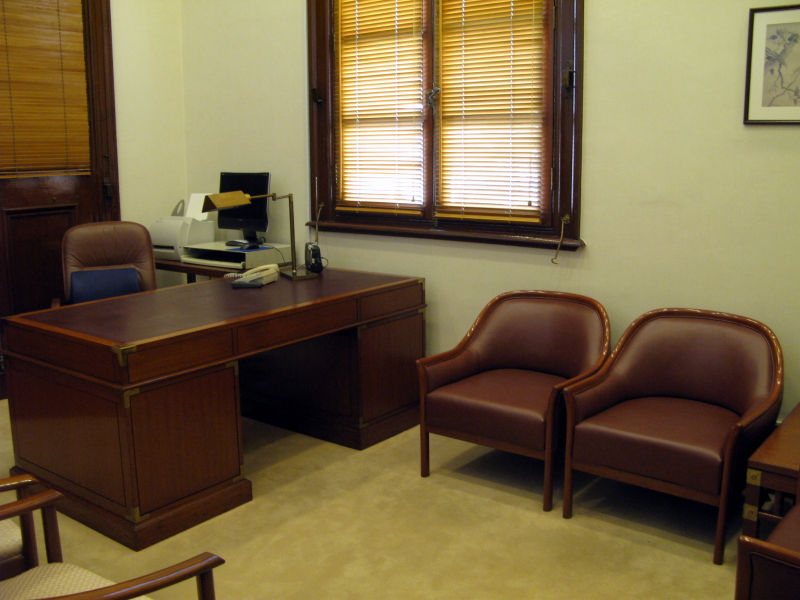
議員辦公室
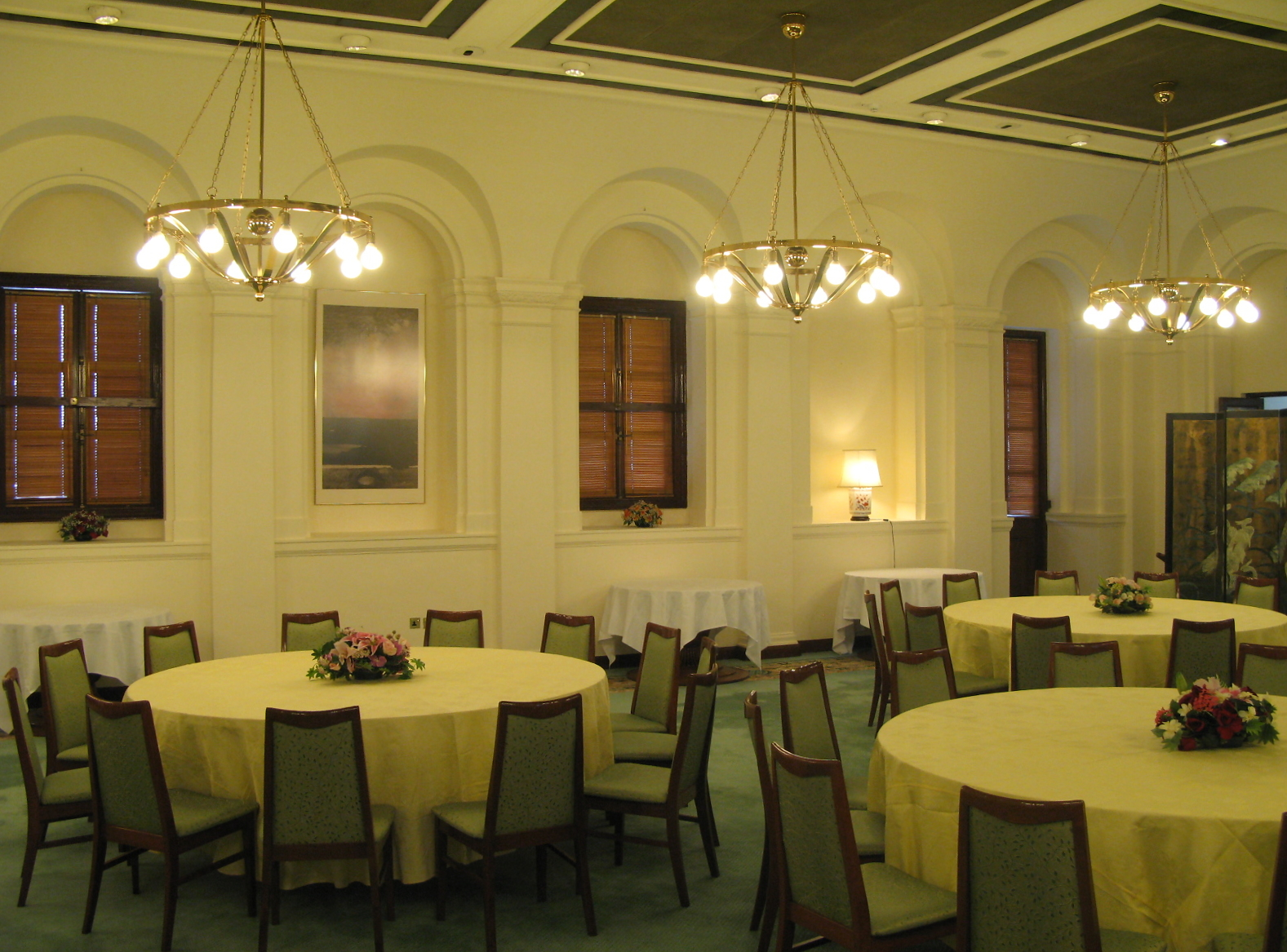
宴會廳

### 終審法院
隨着立法會大樓改為終審法院，建築物將恢復作為司法用途。內部已完成改建，終審法院的犯人及辯方區域現設於大樓地下的東南部分，並加設獨立升降機及樓梯連接二樓。公眾入口現設於大樓西南面，並增設保安控制區域及大堂，在現有樓梯天井增設升降機，而東北及西北入口則供法官及職員使用，亦加裝兩部升降機。地下的前高等法院犯人接收區，現改為圖書館，其中犯人入口、2間囚室、拱門及嘆息橋現被復修，立法會秘書處辦公室現改為終審法院登記處，亦已加建夾層作為貯存文件用，地下亦會設有育嬰室、傷殘人士洗手間及機房等設施:61。
一樓的立法會會議廳現改為終審法院的終審法庭（一號法庭），內部已重新設計及裝修，可供5名法官同時審理案件，原來的會議廳公眾席已拆卸，重現最高法院時代的拱門，法庭東面改為法官辦公室及休息室。立法會會議室B及會議室C將改為二號法庭、辦公室及會議室；南面的立法會記者採訪室及會議室A，則改為法庭大堂、記者室、2間更衣室及2間會議室。會議廳前廳改為展廳，展示香港法律相關文物，並加建旋轉梯連接前廳的夾層。二樓則改為辦公室及會議室:62。

終審法院終審法庭
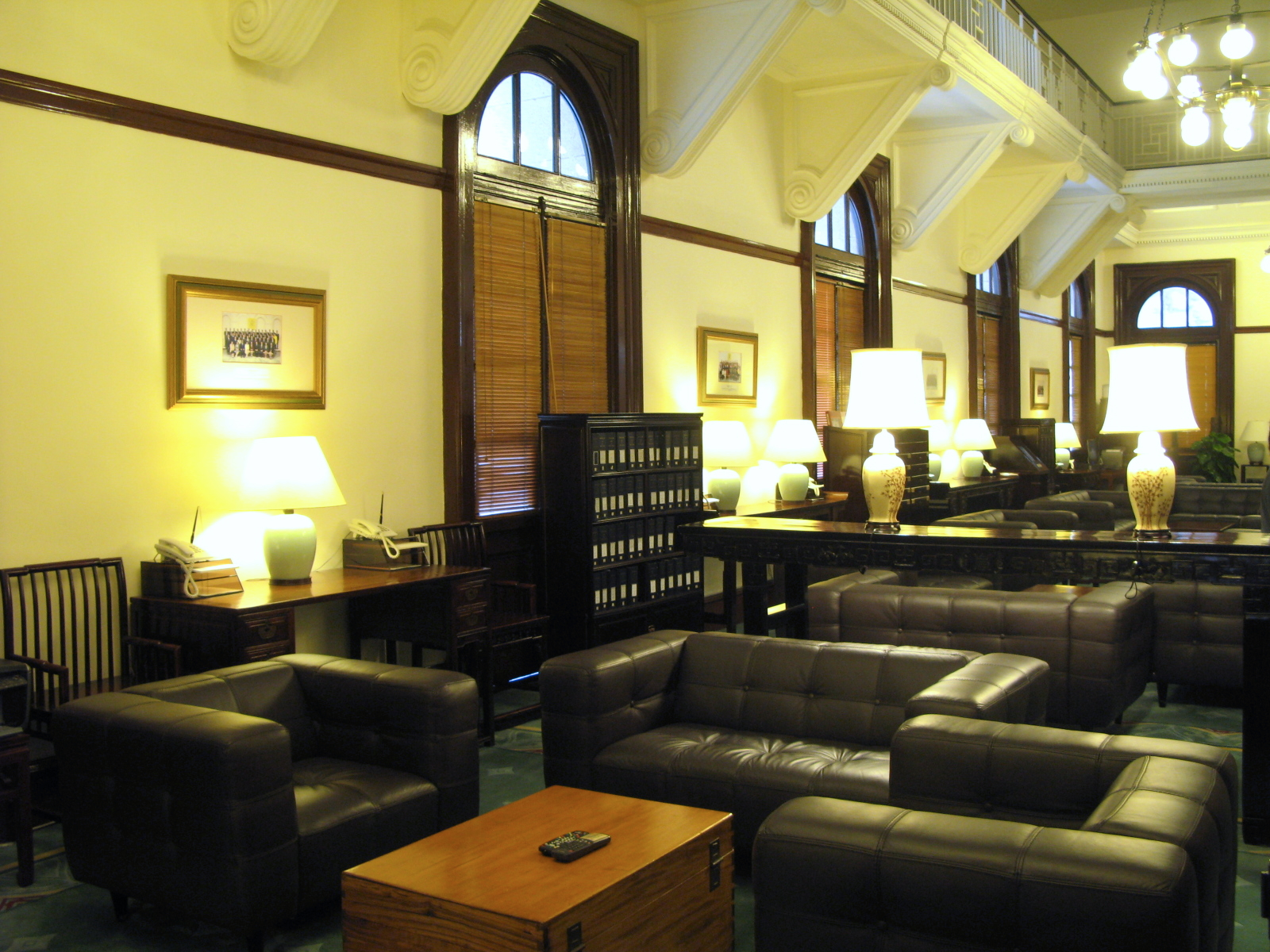
前立法會大樓會議廳前廳，現為展示香港法律文物的展覽廳

## 外部連結
- 終審法院大樓 （页面存档备份，存于），香港終審法院
- 虛擬文物探索：舊最高法院 （页面存档备份，存于），香港政府古物古蹟辦事處
- 香港電台經典重溫頻道「立法局大樓開幕儀式」 （页面存档备份，存于）

22°16′51″N 114°09′37″E / 22.28090°N 114.16035°E